# Hermann Simon (zapaśnik)
Anton Hermann Simon (ur. 19 grudnia 1906 w Wiesbaden, zm. 7 kwietnia 1987 w Einbeck) – niemiecki zapaśnik walczący w stylu klasycznym. Olimpijczyk z Amsterdamu 1928, gdzie zajął trzynaste miejsce w wadze średniej.
Mistrz Niemiec w 1927; drugi w 1930 roku, w stylu klasycznym.

## Letnie Igrzyska Olimpijskie 1928
| Konkurencja          | Rundy eliminacyjne     | Rundy eliminacyjne        | Klas. końcowa |
| Konkurencja          | Przeciwnik I           | Przeciwnik II             | Miejsce       |
| -------------------- | ---------------------- | ------------------------- | ------------- |
| 75 kg styl klasyczny | Albert Kusnets (EST) P | Nurettin Baytorun (TUR) P | 13.           |